# Hasan-i Sabbah
Hasan-i Sabbah, en persa (persa: حسن صباح), o Hàssan as-Sabbah, en àrab (àrab: حسن الصباح, Ḥasān aṣ-Ṣabbāḥ), fou un daï ismaïlita i fundador de l'estat ismaïlita nizarita amb capital a Alamut.
Havia nascut a Kumm (Qom) fill d'un xiïta imamita de Kufa de nom Alí ibn as-Sabbah al-Himyarí. Va estudiar a Rayy i als 17 anys es va convertir a l'ismaïlisme. El 1071 va esdevenir lloctinent d'Àhmad ibn Abd-al-Màlik ibn Attaix que el va enviar a Egipte com a daï. Hi va romandre tres anys i va retornar vers 1075.
En el marc d'una revolta general dels ismaïlites contra els seljúcides, va ocupar la fortalesa d'Alamut el 1090 amb l'ajut d'alguns ismaïlites de la guarnició. El 1094 Hasan va trencar amb el govern fatimita i es va declarar seguidor de Nizar i suport de les seves pretensions a l'imamat (origen de la branca ismaïlita nizarita). Entre 1093 i 1103 va ocupar diverses fortaleses que havien de ser autosuficients i que van donar molta força als ismaïlites.
Després de l'ofensiva del sultà Muhàmmad ibn Màlik-Xah algunes d'aquestes fortaleses foren ocupades, i el 1107 va entrar a la fortalesa de Shahdiz, prop d'Esfahan, centre del moviment, i va executar als seus caps (Àhmad ibn Abd-al-Màlik i Àhmad ibn Attaix). Al-Hàssan as-Sabbah, com a dominador de la principal fortalesa no conquerida, es va fer amb la direcció del moviment ismaïlita.
El 1118 Muhammad ibn Màlik-Xah va assetjar Alamut, que va resistir. El setge fou aixecat a la mort del sultà. En aquest moment Hasan fou reconegut com a cap suprem de tot el moviment nizarita. L'estat el formaven 23 fortaleses del districte de Rudbar a l'entorn d'Alamut, la fortalesa de Girkudh (prop de Damghan) a la regió de Kumis, i nombroses viles i fortins al Kuhistan (al sud del Khurasan).
Va portar una vida puritana i va fer matar als seus dos fills, un per una suposada mort i l'altra per beure més del compte. Se l'anomenava sayyid-na ('nostre mestre'). Se li atribueix la formació dels fida'is o assassins, que haurien format un cos especial.
Va morir el 1124 i el va succeir el seu general Buzurg-Ummid (1124–1138). La seva tomba va esdevenir un santuari.